# Ełk
Ełk er en by i det nordlige Polen i voivodskabet Warminsko-Mazurskie.
- beliggenhed: 53° 29' N 22° 21' E
- befolkning: 55 500 (2003)
- areal: 19,7 km²

- Wikimedia Commons har flere filer relateret til Ełk